# O Gotejar da Luz
O Gotejar da Luz (dt.: Das Tröpfeln des Lichts) ist ein mosambikanisch-portugiesischer Film des portugiesischen Regisseurs Fernando Vendrell aus dem Jahr 2002.

## Handlung
Der 50-jährige Portugiese Rui Pedro kehrt nach Mosambik zurück und sucht die Stationen seiner Kindheit auf. Trotz aller Veränderungen nach den vielen Jahren tun sich nach und nach immer mehr Anknüpfungspunkte auf, und es kehrt die Erinnerung zurück. Rui Pedro verlebte einst eine unbeschwerte Kindheit in der portugiesischen Kolonie, als Kind portugiesischer Farmer im Hinterland Mosambiks. Er lebte zwischen der europäisch-portugiesischen Kultur und der afrikanisch-mozambikanischen. Der angrenzende, nur durch eine kleine Floßfähre zu überquerende Fluss Pungwe markierte für ihn die Grenze zur geheimnisvollen, sowohl vielversprechenden wie auch bedrohlichen Außenwelt, und der Schule, die ihm außerhalb der Ferien das unbeschwerte und gleichsam behütete wie abwechslungsreiche Leben vorenthielt. Mit 14 zerbrach seine heile Welt mit dem hereinbrechenden portugiesischen Kolonialkrieg, und die Gegensätze, die er bisher wie selbstverständlich vereinte, brachen nun unüberwindbar auf, und sein Leben veränderte sich grundlegend.

## Rezeption
Der ruhige, nachdenkliche Film ist eine Verfilmung der gleichnamigen Erzählung des mosambikanischen Autors Teodomiro Leite de Vasconcelos. Thematisiert wird dabei, in atmosphärischen Bildern, der Gegensatz zwischen der organischen Natur und den Ambitionen der Menschen, der Gegensatz zwischen dem menschlichen Miteinander und der Ausbeutungssituation zwischen europäischen Siedlern und afrikanischer Bevölkerung, die Unterschiede der beiden Kulturen, die sich unnatürlich fern voneinander halten, und die Gewalt, die den Menschen in dem Spannungsfeld durch äußere Umstände angetan wird und die sie sich aufzwingen lassen.
Der Film gewann eine Reihe von Preisen, u. a. bei der Berlinale 2002, und den portugiesischen Globo de Ouro für die Schauspielleistung von Vítor Norte.